# Магтымова, Акжемал
Акжемал Магтымова — туркменский врач, работающая в сфере общественного здравоохранения и развития в качестве государственного служащего Организации Объединенных Наций.

## Образование
Магтымова — врач по специальности «Акушерство и гинекология», закончила Туркменский государственный медицинский университет. Она имеет степень магистра наук в области управления системами здравоохранения Лондонской школы гигиены и тропической медицины и магистра гуманитарных наук в области международных отношений в Школе права и дипломатии Флетчера, Университет Тафтса, а также сертификаты о непрерывном образовании в области общественного здравоохранения и управления, выданные различными учреждениями, в том числе Школой общественного здравоохранения Джонса Хопкинса.

## Карьера

### Ранние годы
Магтымова посвятила свои первые профессиональные годы клинической практике и эпидемиологическим исследованиям материнского и репродуктивного здоровья в Клиническом исследовательском центре охраны здоровья матери и ребёнка в Туркмении.

### Организация Объединенных Наций
Магтымова работает в Организации Объединенных Наций с 1998 года, работая с Фондом ООН в области народонаселения и Всемирной организацией здравоохранения в регионах Юго-Восточной Азии и Восточного Средиземноморья. Профессиональная траектория Магтымовой сосредоточена на планировании, реализации и оценке программ развития и гуманитарной помощи с активным вкладом в разработку руководств под руководством ВОЗ, исследований, отчётов. Магтымова автор/соавтор ряда публикаций национального и регионального уровня.

### Обязанности
На протяжении всей своей карьеры Магтымова брала на себя всё больше и больше обязанностей, которые включают предоставление технических, политических и стратегических рекомендаций министерствам здравоохранения в контексте реформ, ведущего политический диалог с участием многих заинтересованных сторон для обеспечения справедливых стратегий финансирования здравоохранения с упором на всеобщий охват услугами здравоохранения и первичную медико-санитарную помощь.

## Достижения
Послужной список Магтымовой в области мобилизации ресурсов включает, среди прочего, разовый грант в размере 76 миллионов долларов на продукты питания для Йемена (2016), 9 миллионов долларов на Мальдивы (2014), 20 миллионов долларов на материнское и детское здравоохранение для КНДР (2006). Её управленческий и руководящий опыт варьируется от развития до гуманитарных и сложных чрезвычайных ситуаций, включая руководство большими группами в качестве представителя ВОЗ, а также в качестве исполняющего обязанности координатора-резидента ООН и назначенного должностного лица.